# Aschemocellidae
Aschemocellidae es una familia de foraminíferos bentónicos de la Superfamilia Hormosinoidea, del Suborden Hormosinina y del Orden Lituolida. Su rango cronoestratigráfico abarca desde el Campaniense (Cretácico superior) hasta la Actualidad.

## Discusión
Clasificaciones previas incluían Aschemocellidae en el Suborden Textulariina. o en el Orden Lituolida sin diferenciar el Suborden Hormosinina.

## Clasificación
Aschemocellidae incluye a los siguientes géneros:
- Arthrodendron
- Aschemocella †
- Calos
- Kalamopsis

Otros géneros considerados en Aschemocellidae son:
- Halysium, aceptado como Arthrodendron
- Neocatena, considerado sinónimo posterior de Arthrodendron
- Palaeoarthrodendron, considerado nombre superfluo de Arthrodendron